# 三防駅
三防駅（サンバンえき、삼방역）は、朝鮮民主主義人民共和国（北朝鮮）江原道洗浦郡に位置する朝鮮民主主義人民共和国鉄道省江原線の駅である。

## 歴史
- 1931年8月1日：三防峡駅として開業[1]。
- 日時不明：三防駅に改称。